# 喜入のリュウキュウコウガイ産地

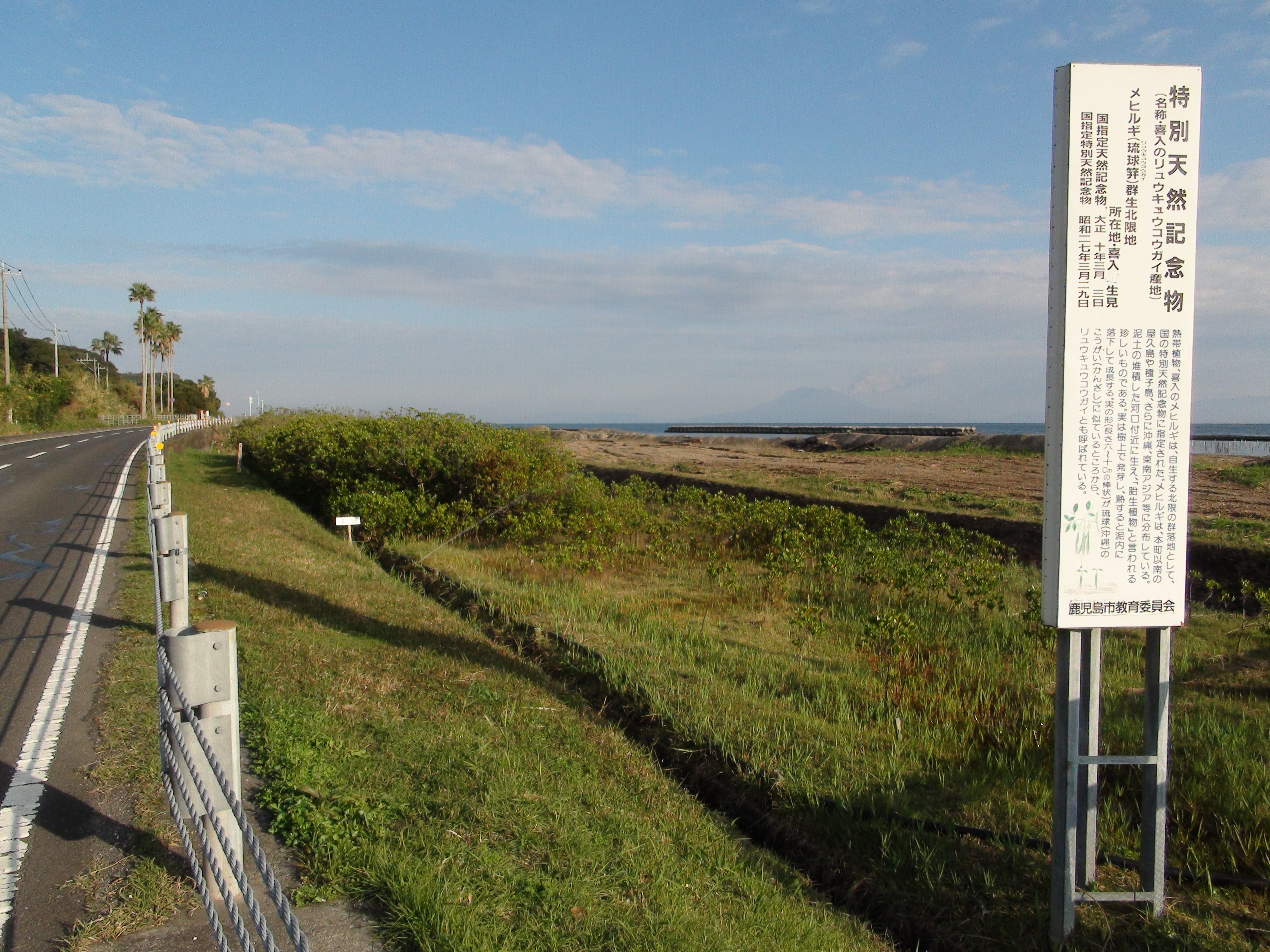
喜入のリュウキュウコウガイ産地。2014年12月8日撮影。

喜入のリュウキュウコウガイ産地（きいれのリュウキュウコウガイさんち）とは、鹿児島県鹿児島市喜入生見町にある、国の特別天然記念物に指定されたリュウキュウコウガイ（琉球笄）の群生する生育地である。リュウキュウコウガイはマングローブを形成する植物のひとつヒルギ科の一種で、今日では一般的に標準和名であるメヒルギと呼ばれる（以下、メヒルギと記述する）。
本樹は17世紀初頭に琉球より移入されたと伝えられており、熱帯から亜熱帯に生育する紅樹林（マングローブ林）の生育地として、日本国内のみならず世界における北限地のひとつであり、1921年（大正10年）3月3日に国の天然記念物に指定され 、1952年（昭和27年）3月29日には国の特別天然記念物に格上された。

## 解説
喜入のリュウキュウコウガイ産地のある鹿児島市喜入生見町は、薩摩半島南東部、錦江湾沿いに位置しており、南北に延びる海岸線と国道226号に挟まれた面積7,620平方メートルの範囲が特別天然記念物に指定されている。指定地の中央付近に錦江湾に注ぐ小さな河川と、国道に隣接した駐車場があり、この駐車場を挟んで北側と南側それぞれにメヒルギの生育地がある。
メヒルギはヒルギ科メヒルギ属の常緑樹で、東南アジアから中国華南、台湾、南西諸島（屋久島・種子島含む）、そして九州本土の薩摩半島南部まで分布しており、淡水と海水が混ざり合う汽水域の波の静かな海岸線の干潟に沿って生育し、干潮時には根本が水面上に現れ、満潮時には水中に没する。リュウキュウコウガイとは琉球の笄（こうがい/かんざし）の意味で、この樹木の果実が「琉球産のかんざし」に似ていることから、古くからこの名で呼ばれてきた。
喜入のリュウキュウコウガイ産地も、錦江湾に面した波のおだやかな場所にあり、中名（なかみょう）・前之浜・生見（ぬくみ）の3つの大字にまたがって、当地の小規模な河川である愛宕川河口と八幡川の河口の間の砂州や、鈴川の河口、米倉川と岩倉川の河口の間などにも生育している。このうち米倉川左岸にあたるエリアが最も多く生育しており、前述した指定地となっている。

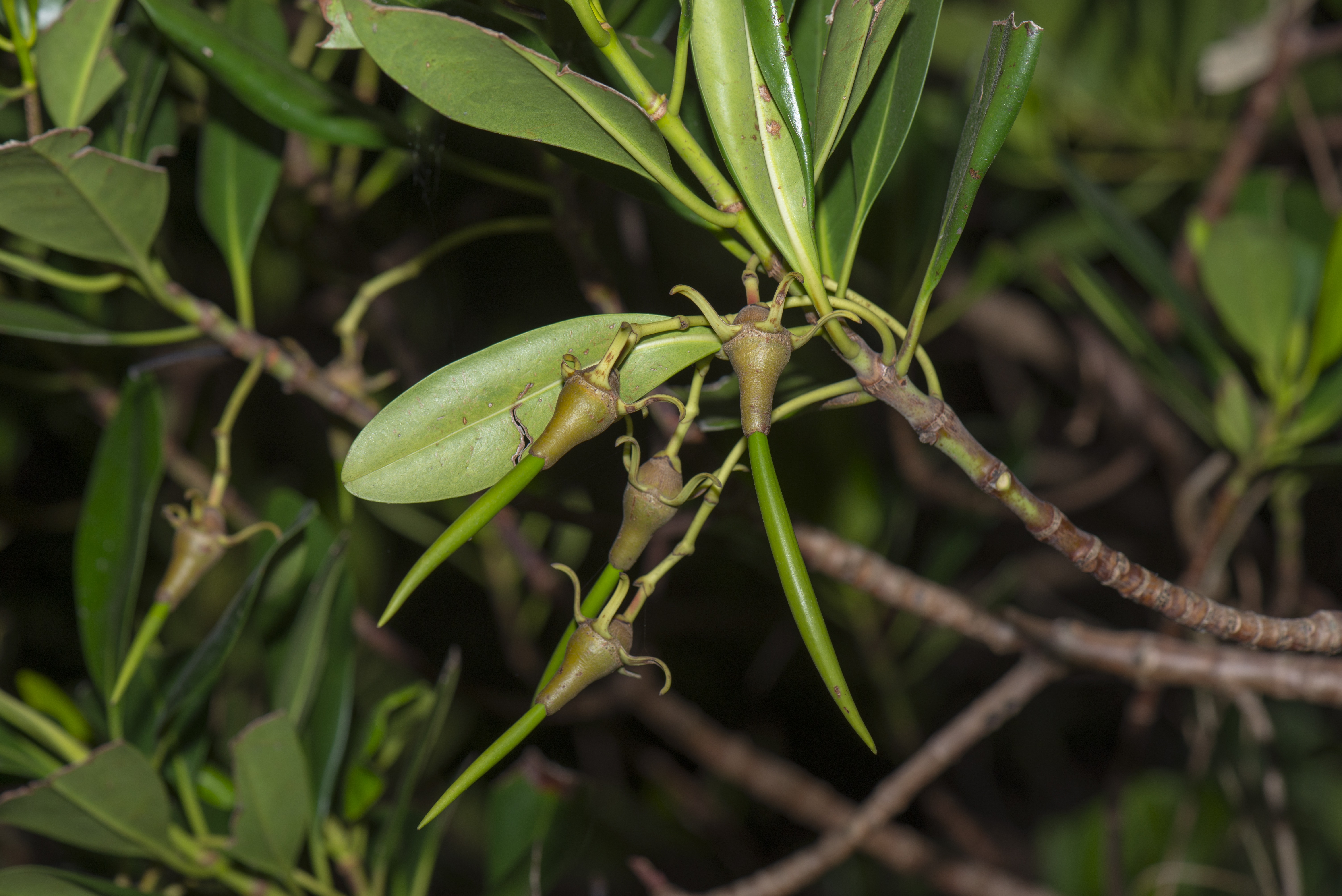
枝先の果実と名称の由来となった琉球の笄（かんざし状）に似た細長い根。台湾台南市での撮影。

南西諸島のメヒルギは樹高4～5メートルまで成長するが、喜入のリュウキュウコウガイは2メートルほどのものが多く、主幹も南西諸島のものと比べ大きくならないものが多い。
言い伝えによれば、1609年（慶長14年）５月の薩摩藩による琉球侵攻の際、肝付氏の軍勢に従った当地喜入の領主喜入氏が、琉球で採取したこの植物（メヒルギ）を珍奇なものとして持ち帰り、この地に移植したところ、やがて繁殖して群生したといわれているが、確証となる史料等がないため確かなことは不明である。
ただし、この喜入の生育地が天然のものでなく移植によるものだとしても、数百年以上にわたり自生状態を示し、繁殖を継続していることは確かであるため、この場所を自生北限とみて保護すべきものであるとして、1921年（大正10年）3月3日に、当時の村名「喜入村」を冠した「喜入村ノ琉球笄」の名称で国の天然記念物に指定され、その後、特別天然記念物への格上げを経て、同村が1956年（昭和31年）に町制施行し喜入町となった翌年の1957年（昭和32年）7月31日に、今日の指定名である「喜入のリュウキュウコウガイ産地」へ名称変更された。

## 保護対策

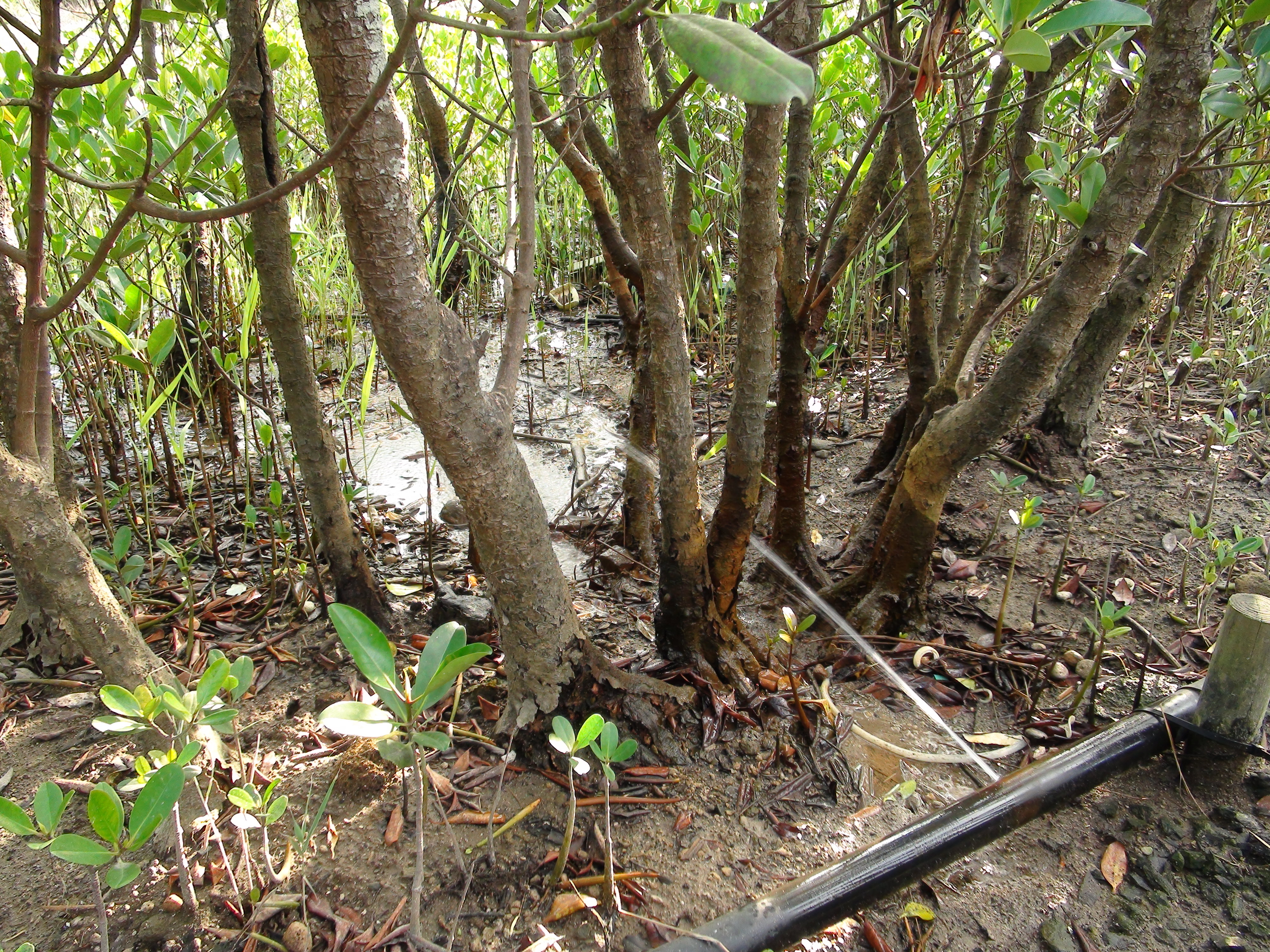
喜入のリュウキュウコウガイ産地。土壌の乾燥を防ぐためパイプが張り巡らされ散水されている。2014年12月8日撮影。

喜入のリュウキュウコウガイ産地は、薩摩半島東岸を南北方向に走るJR指宿枕崎線や国道226号といった幹線沿いにあり、かつては道路工事により流れ込む河川がせき止められ泥水が流れ込まなくなったり、防潮堤の工事や軽石が波で打ち上げられるなどの影響により指定地の干潟が陸地化し、ススキやチガヤなどの雑草が生い茂ってしまったため、溝を掘って水を引き入れたり、軽石を除去するなどの対策が行われた。
2000年代に入り指定地の沖合に離岸堤が設置されたため、潮流の変化により北側の指定地に砂が堆積し、メヒルギの根付近にも砂が堆積し乾燥化したため、2014年（平成26年）から土砂除去等の生育環境回復作業が実施された。
また鹿児島大学水産学部海岸環境工学研究室では、喜入のリュウキュウコウガイ産地の植生分布調査を定期的に行っており、メヒルギの保護に向けた調査研究を実施している。

## 2016年1月の寒波被害

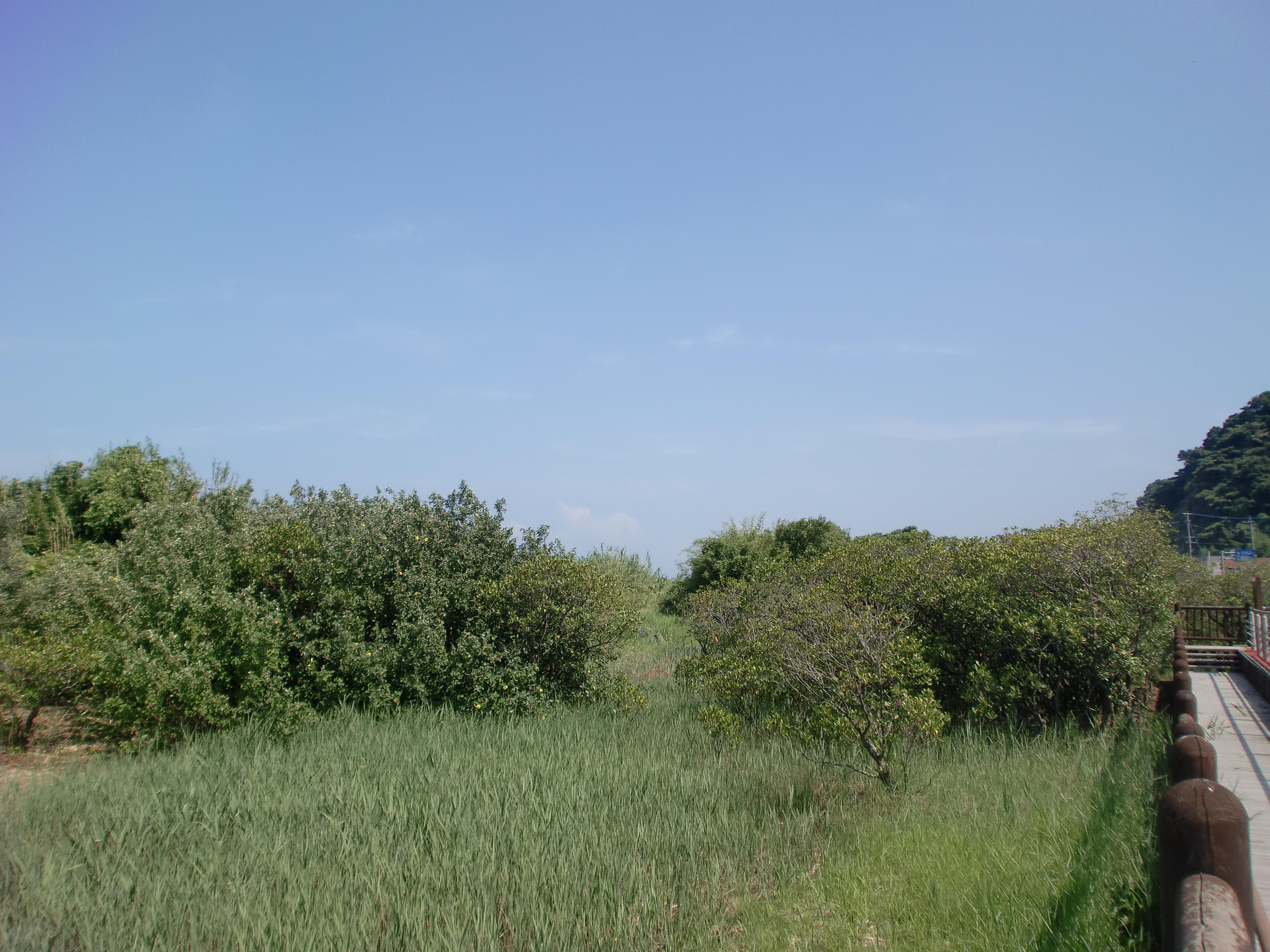
喜入のリュウキュウコウガイ産地。右手にボードウォーク。2014年7月28日撮影。

メヒルギはマングローブの中では低温に対する耐性が強く、喜入のリュウキュウコウガイ産地もマングローブ林として世界最北の生育地のひとつであるが、2016年（平成28年）1月24日から26日にかけて東アジア全域を襲った記録的寒波による凍害により大きな被害を受けた。この寒波は沖縄本島で観測史上初めてみぞれを観測するなど記録的な低温となり、喜入のアメダスでも1月25日に当地の観測史上最低気温となる氷点下6.3度が観測された。
約1か月後の2月中旬、地元住民よりメヒルギに異変が起きているとの通報を受けた鹿児島市教育委員会は、同市文化財担当者と文化庁非常勤調査員による現地調査を2月21日に行った。
その結果、指定地の北側も南側もふくめ、ほぼ全域にわたり落葉しており、林冠に葉のついている個体は皆無に近い状態であることが確認された。葉の落ちた高さ2メートルほどの個体を切除したところ、先端部の切断面は完全に枯損していたが、先端から50センチ前後のところでは枯損したものだけでなく、一部に緑色の部分が残存し生存していると考えられる個体もあった。鹿児島市では踏圧による根への影響を考え、調査を含め指定地内への立ち入りを制限することとし、春を待って芽が出て枯死の割合の判別を行い、再生に向けた対応を検討実施することとした。
4月下旬になっても芽吹きが見られず大半が枯死したものと思われたが、7月6日に行われた現地調査で少ないながらも芽吹きのある個体が確認された。詳細に調査したところ、大きな個体ほど内部の凍結を免れ、生存できる可能性が高いことが分かり、また、メヒルギの芽吹きは春から夏にかけてだけでなく、秋から冬にかけてもあり、条件が整えば年間を通じて行われることも分かった。
専門家による保全検討会が開催され、枯れ枝の剪定など生存個体の成長を促す方策が検討され実施され、同年末には低茎の群落が形成されるなど、喜入のリュウキュウコウガイ産地のメヒルギは回復傾向にある。
鹿児島県立博物館の元主任学芸主事の寺田仁志は、喜入のリュウキュウコウガイ産地の歴史を考えると、少なくとも400年以上この場所で群落をつくっているのであるから、今回のような霜害は過去にも起こり、その都度回復してきたのではないかと推定しており、北限地帯のメヒルギが樹高も低く主幹が太くならないのは、不定期にこのような寒波に遭い、再生を繰り返しているためだと考えられ、今回、地上部は壊滅的な状況であったものの、地下部は生存個体が残されたことにより、今後回復するものと推察している。
鹿児島市教育委員会では「北限のメヒルギ観察ゾーン」として、間近でメヒルギ観察ができるよう、長さ34メートル、幅1.5メートルの、車いす使用可能なボードウォークを設置し、駐車場整備や解説板などの整備を行っている。

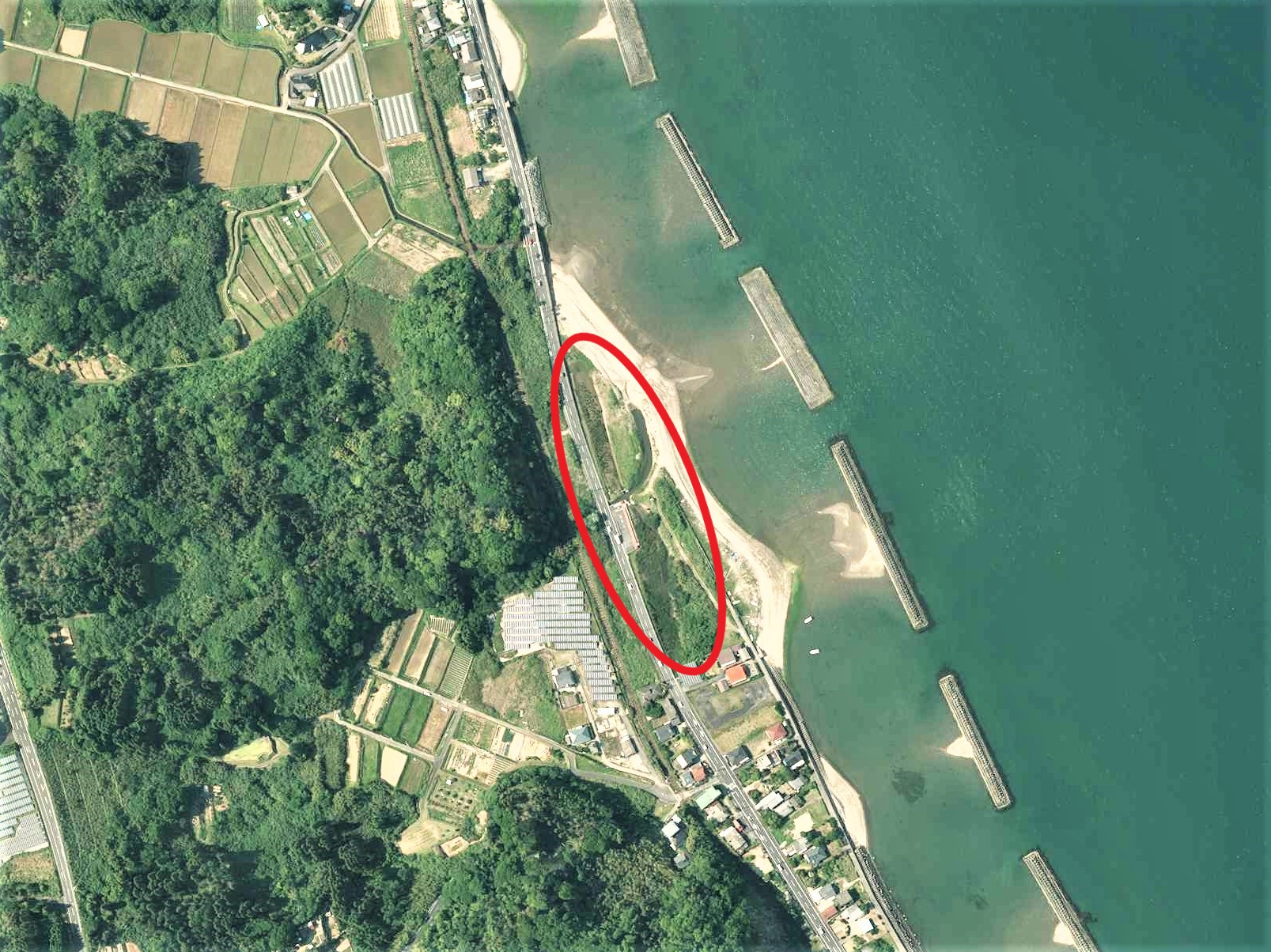
喜入のリュウキュウコウガイ産地周辺の空中写真。赤枠で囲んだ内側の濃緑地部分が特別天然記念物指定域。
。（2018年4月29日撮影）

## 交通アクセス
所在地
- 鹿児島県鹿児島市喜入生見町284番地5[17]。

交通
- JR指宿枕崎線生見駅より徒歩約30分[18]。
- 鹿児島交通あいばす「久津輪」バス停より徒歩約10分[18]